# Сальников, Константин Владимирович
Константин Владимирович Сальников (15 [28] ноября 1900, Самара — 20 июня 1966, Уфа) — советский археолог, доктор исторических наук (1966), исследователь Южного Урала.

## Биография
Константин Сальников родился 15 (28) ноября 1900 года (Большая российская энциклопедия) или 20 октября (2 ноября) 1900 года или 19 сентября (2 октября) 1900 года (автобиография) в городе Самаре Самарского уезда Самарской губернии, ныне город — административный центр Самарской области. Отец — Из крестьян Пензенской губернии, повар, работал у помещиков в Пензенской и Симбирской губерниях, а позднее в Самаре у купцов. Константин был единственным ребенком в семье.
В 1918 году окончил Самарское реальное училище. В августе 1918 года уехал к двоюродной сестре в город Ачинск, где работал конторщиком.
В апреле 1919 года был мобилизован в Русскую армию и зачислен рядовым в 30-й Чернореченский Сибирский стрелковый полк 8-й Сибирской стрелковой дивизии. В конце июля 1919 года полк был отправлен на фронт. В августе 1919 года был ранен в ногу в бою у станции Лебяжье (ныне Курганская область; днём 23 августа 1919 года белые взяли станцию, но вечером были выбиты оттуда) и эвакуирован сначала в Читу, а затем во Владивосток. После выздоровления жил в инвалидном доме во Владивостоке.
В декабре 1922 года выехал к родителям в Самару. С осени 1923 года приступил к учебе на Высших этнолого-археологических курсах. Одновременно, с июня 1924 года работал в Губернском правлении инвалидной кооперации в качестве делопроизводителя-секретаря. Участвовал в археологических экспедициях под руководством Веры Владимировны Гольмстен (1880—1942). С марта 1927 по октябрь 1928 года работал секретарём правления Коопинсоюза.
В октябре 1928 года принят на 3-й курс историко-этнологического факультета 1-го Московского государственного университета, который окончил в 1930 году.
С июня 1930 по октябрь 1933 года работал в Средне-Волжском краевом архивном управлении в должности научного сотрудника, старшего научного сотрудника, архивиста-консультанта. Под руководством Бориса Николаевича Гракова участвовал в экспедиции, организованной Казахским Комитетом по охране памятников природы, искусства и старины (Казкомпристарисом), в бассейне реки Орь.
В октябре 1933 года был зачислен в аспирантуру Государственной академии истории материальной культуры. Летом 1934 года под руководством Павла Алексеевича Дмитриева участвовал в научной археологической экспедиции Академии в Башкирии в качестве старшего научного сотрудника — начальника одного из отрядов экспедиции, который открыл поселение Баланбаш на р. Белой (близ г. Ишимбай), что положило начало изучению абашевской культуры. В феврале 1935 года был отчислен из аспирантуры по академической неуспеваемости. Позднее его отчисление рассматривалось как вредительский акт со стороны бывшего троцкистского руководства Академии (Фёдор Васильевич Кипарисов), а новое руководство уже на следующий 1936 год включило Сальникова в состав Орской археологической экспедиции, где он руководил одним из отрядов экспедиции.
С апреля 1935 до ноября 1937 года работал в Оренбургском областном архивном управлении в должности архивиста-консультанта (старшего научного сотрудника). В 1936 году им был раскопан Федоровский могильник.
С 22 ноября 1937 по 28 сентября 1940 года работал научным сотрудником-археологом в Челябинском областном музее. Руководил его Юргамышской (1938, 1939), Щучанской (1938), Исетской (1940) экспедициями. В 1938 году им был изучен Алакульский могильник, в 1939 году — Кипельское селище. В 1937—1939 годах были произведены раскопки городища Чудаки (Гороховского), на основе чего он выделил гороховскую культуру лесостепного населения раннего железного века. В 1940 году было осложнение ранения 1919 года, более месяца пролежал в больнице.
В октябре 1940 года вернулся в город Чкалов (ныне Оренбург), читал в Чкаловском государственном педагогическом институте имени В. П. Чкалова лекции по курсу «Основы археологии», а также развернул в Чкаловском областном музее экспозицию по древнейшей истории края. 10 июня 1941 года в Москве в Клинике нервных болезней Медицинского института неудачно была сделана операция.
В 1941 году, после начала войны, окончил курсы бухгалтерии Учебного комбината города Чкалова. По окончании работал преподавателем бухгалтерского учета в Учебном комбинате.
Осенью 1942 года переехал в Белозерский район (ныне Курганская область), где с марта 1942 года работала его жена директором неполной средней школы. Он работал преподавателем истории до сентября 1943 года, когда всей семьёй вернулись в Чкалов. Работал заместителем ответственного секретаря редакции газеты «Чкаловская коммуна».
В 1946 году переехал в Свердловск, где работал в качестве старшего преподавателя,
а затем доцента Уральского государственного университета имени А. М. Горького. В 1959—1960 годах руководил раскопом Царёва кургана уц города Курган.
Участвовал в археологических раскопках, руководил экспедициями по изучению древностей южного Зауралья в окрестностях Челябинска и Кургана, проводил раскопки в Миасском и Юргамышском районах Челябинской области.
Специалист по изучению культур бронзового века: абашевской, андроновской и других. В 1948 году предложил первую классификацию памятников андроновской культуры, выделив три хронологических этапа: фёдоровский, алакульский и замараевский.
С 1960 года — заведующий сектором археологии и этнографии Башкирского института истории, языка и литературы АН СССР, город Уфа.
В марте 1966 года защитил докторскую диссертацию.
Константин Владимирович Сальников умер 20 июня 1966 года в городе Уфе Башкирской АССР, ныне город — административный центр Республики Башкортостан. Похоронен на Сергиевском кладбище Кировского района города Уфы.

## Научные труды
Автор более тридцати публикаций и книг по археологии.
- «Древнейшее население Челябинской области: (По данным археол. памятников)» (1948)
- «В глубине веков: Очерки о жизни первобытного населения Урала» (1949)
- «Древнейшие памятники истории Урала» (1952)
- «Очерки древней истории Южного Урала» (1967, издана посмертно)

При его активном участии были подготовлены и изданы первые тома серийного издания «Археология и этнография Башкирии» (1962; 1964).

## Память
- В 2006 году названа пещера К. В. Сальникова в Кизильском районе Челябинской области, в междуречье Караганки и Мандесарки, в 9,5 км к юго-востоку от с. Полоцкого, в 3,5 км, к северо-западу от пос. Новинка[7].
- С 2007 в Уфе проводятся чтения памяти Сальникова.

## Семья
Жена Александра Александровна Вейс, дочь врача и учительницы; с 1926 года работала преподавателем географии. Дети: дочь (род. 1925) и сын (род. 1927).